# Stayella mckittrickae
Stayella mckittrickae är en kackerlacksart som beskrevs av Roth, L. M. 1984. Stayella mckittrickae ingår i släktet Stayella och familjen småkackerlackor.
Artens utbredningsområde är Kamerun. Inga underarter finns listade i Catalogue of Life.